# الدوري الياباني لكرة القدم للسيدات 2007
الدوري الياباني لكرة القدم للسيدات 2007 هو موسم من الدوري الياباني لكرة القدم للسيدات. فاز فيه إن تي في بيليزا.